# 151659 Egerszegi
151659 Egerszegi este un asteroid din centura principală de asteroizi.

## Descriere
151659 Egerszegi este un asteroid din centura principală de asteroizi. A fost descoperit pe 25 decembrie 2002 la Piszkesteto de Krisztián Sárneczky. Asteroidul prezintă o orbită caracterizată de o semiaxă mare de 2,65 ua, o excentricitate de 0,11 și o înclinație de 15,5° în raport cu ecliptica.